# Aeropuerto Internacional Silvio Pettirossi
Aeropuerto Internacional Silvio Pettirossi (IATA:ASU, ICAO:SGAS) is Paraguay's grootste luchthaven en is gelegen te Luque, een voorstad van de hoofdstad Asunción. De luchthaven is vernoemd naar de Paraguyaanse vliegenier Silvio Pettirossi. Vroeger werd hij Presidente Stroessner International Airport genoemd, naar Paraguay's voormalige staatshoofd Alfredo Stroessner.

## Geschiedenis
De luchthaven dient als hub voor TAM Airlines, voorheen beter bekend als TAM Mercosur, en LAP (Líneas Aéreas Paraguayas).
De terminal heeft een binnenlands en internationaal gedeelte, met respectievelijk twee (5 en 6) en vier (1 t/m 4) gates. Het gedeelte voor binnenlandse vluchten behandelt ook vrachtvluchten, kleine luchtvaart en chartervluchten.

## Bereikbaarheid
Het vliegveld, dat in Luque ligt, kan vanaf Asunción bereikt worden via de Avenida Aviadores del Chaco, die evenwijdig aan het naastgelegen Ñu Guasú Park loopt. Asuncion's lokale buslijn 30-A verbindt het stadscentrum met de luchthaven. De luchthaven bevindt zich in de buurt van het hoofdkantoor van CONMEBOL, de Zuid-Amerikaanse sportfederatie.

## Ongelukken en incidenten
- 3 december 1945: een Douglas C-47B-5-DK van de USAAF met registratie 43-48602 onderweg van Asunción naar Montevideo crashte op 16 km ten zuidoosten van Carlos Pellegrini, Argentinië. Alle veertien inzittenden kwamen hierbij om het leven.[1]
- 16 juni 1955: een Lockheed L-049/149 Constellation van Panair do Brasil met registratie PP-PDJ die vlucht 263 van São Paulo-Congonhas naar Asunción raakte een 12 meter hoge boom tijdens de landing op Asunción. Een deel van de vleugels brak af, waarna het vliegtuig neerstortte en in brand vloog. Van de 24 inzittenden kwamen er 16 om het leven.[2][3]
- 27 augustus 1980: een Douglas C-47B van Transporte Aéreo Militar – TAM Paraguayo met registratie FAP2016 crashte tijdens de landing op Aeropuerto Internacional Silvio Pettirossi. Het vliegtuig was onderweg naar Ayolas toen een motor kort na het opstijgen uitviel. Men besloot terug te vliegen naar Asunción. Een persoon kwam hierbij om het leven.[4]
- 4 februari 1996: een Douglas DC-8-55F van LAC Colombia Cargo met registratie HK-3979X die leeg onderweg was van Asunción naar Campinas stortte tijdens het opstijgen neer. Nog tijdens het versnellen op de startbaan werd het vermogen van motor 1 verlaagd, waarna bij het roteren ook het vermogen van motor 2 werd verlaagd. Met het landingsgestel nog uitgeklapt en de flaps op 15°, raakte het vliegtuig buiten controle en crashte het op een speelveld op 2 km na de startbaan. De bemanning had waarschijnlijk de vlucht als een trainingsmogelijkheid aangegrepen. Alle vier inzittenden van het vliegtuig, en 20 personen op de grond kwamen om.[5]

## Afbeeldingen

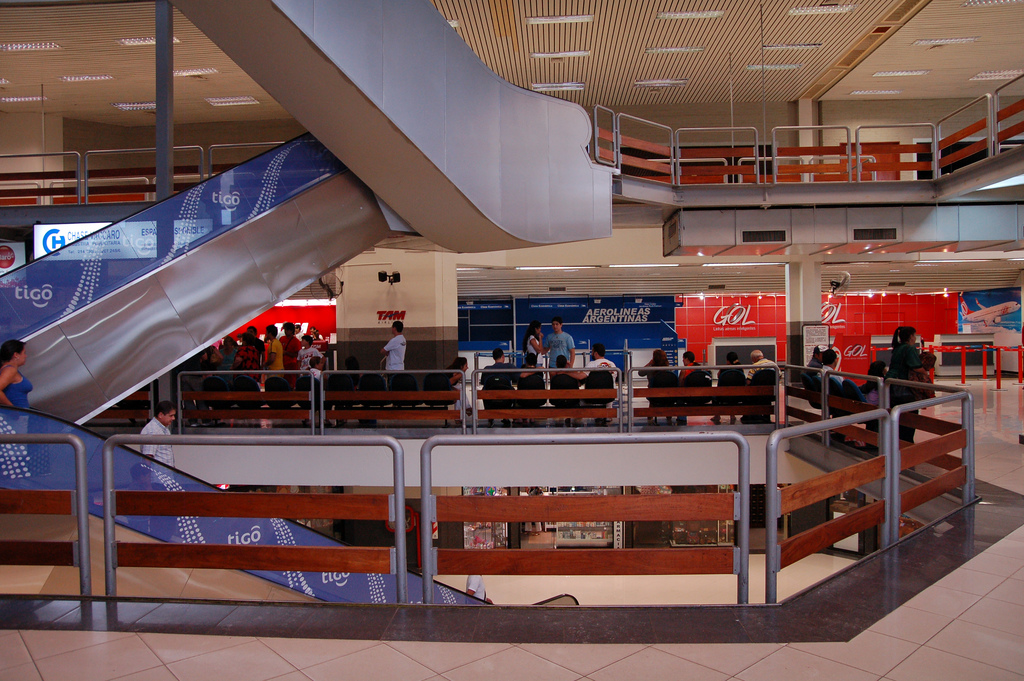
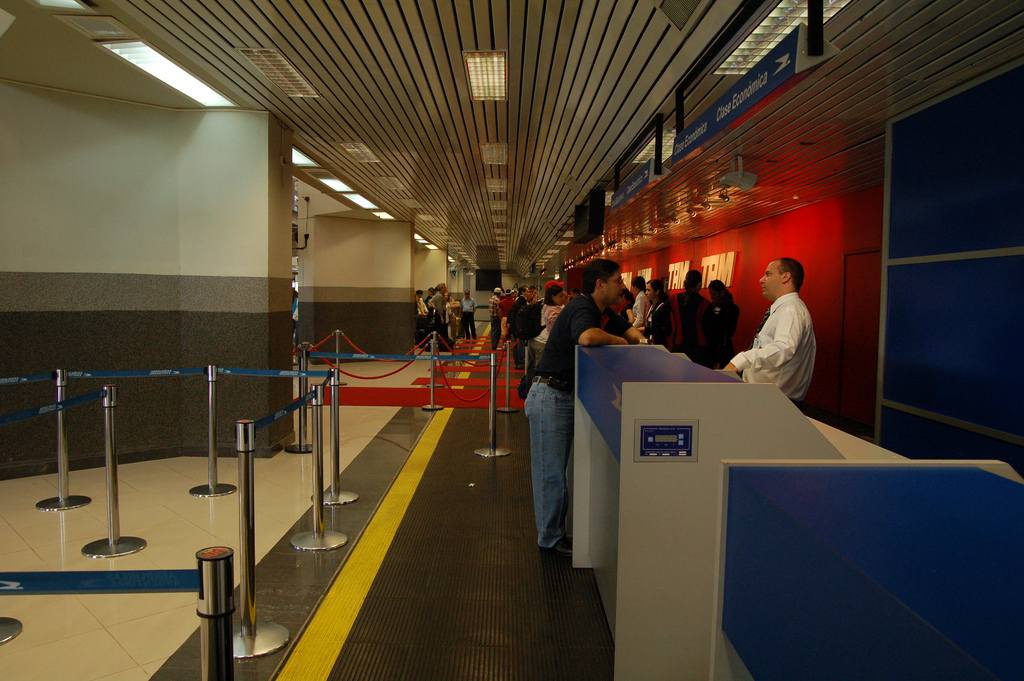
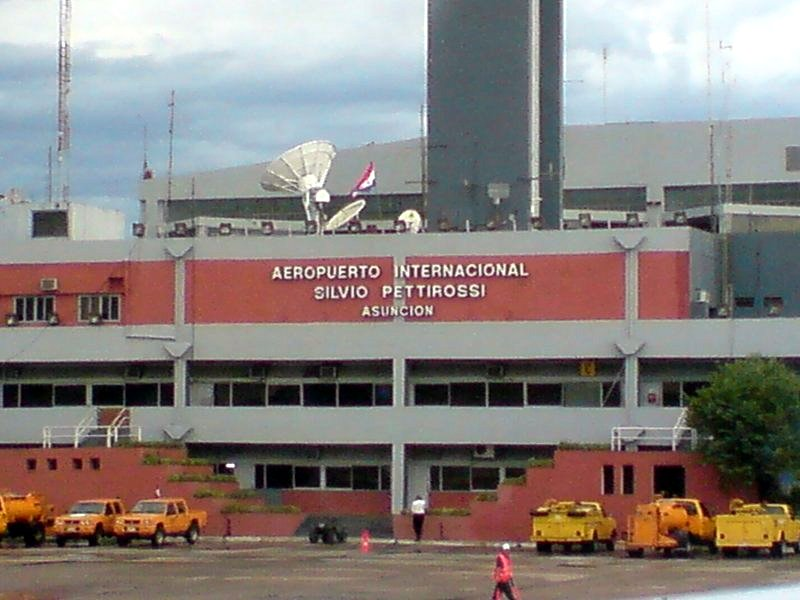
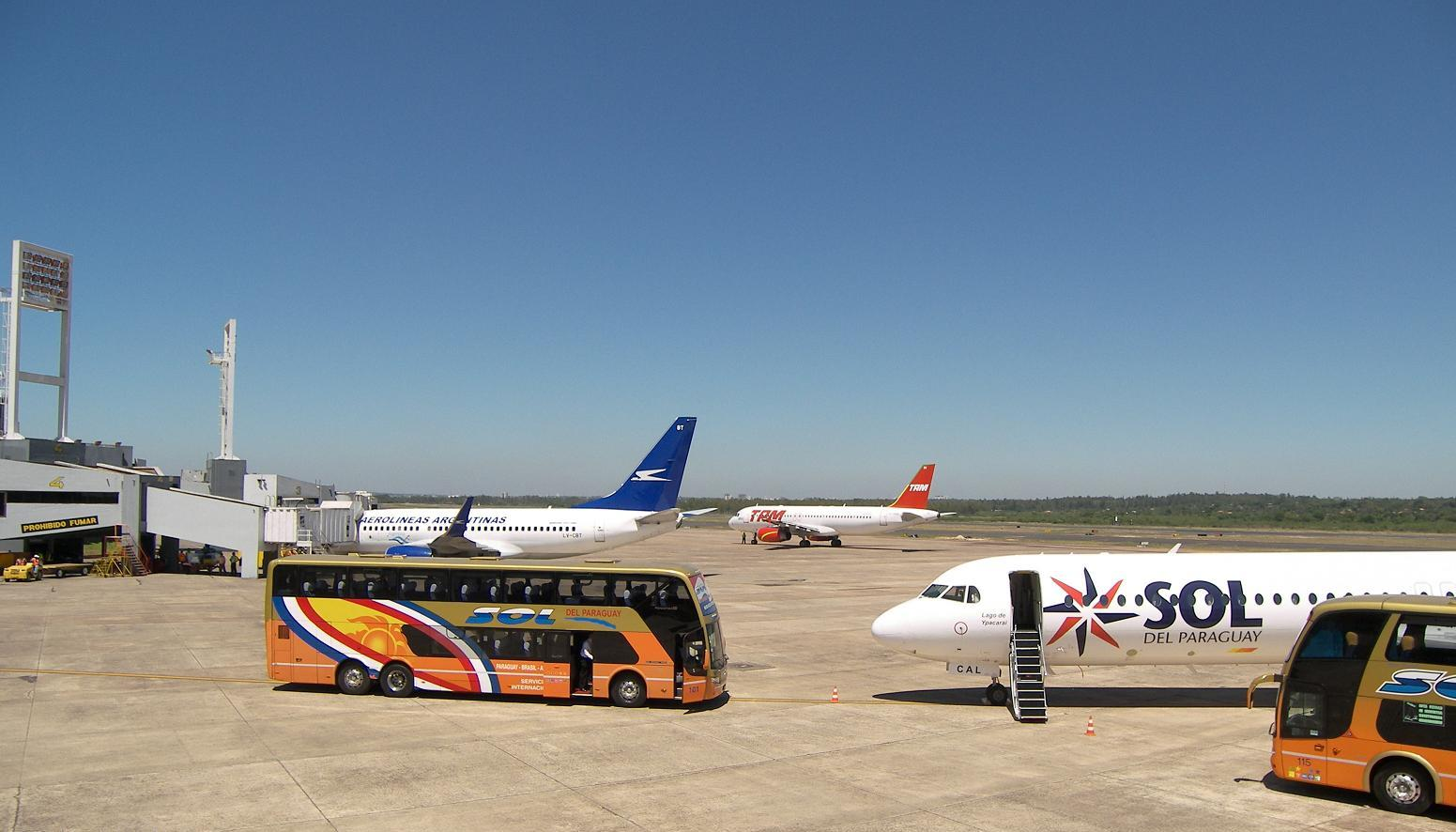
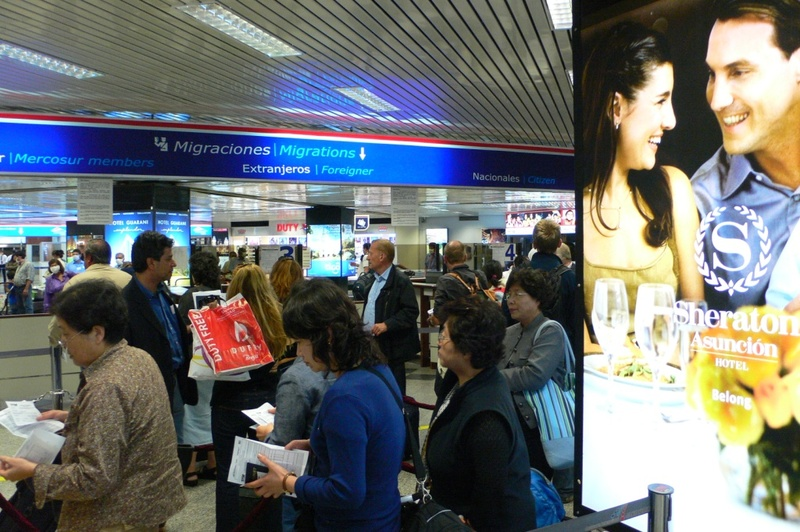